# Château de la Bénaudière
Le château de la Bénaudière est un château situé à Saint-Georges-sur-Loire, en France.

## Localisation
Le château est situé dans le département français de Maine-et-Loire, sur la commune de Saint-Georges-sur-Loire.

## Historique
L'édifice est inscrit au titre des monuments historiques en 1996.